# Eddie Edwards Super Ski
Eddie Edwards Super Ski (ook wel Downhill Challenge) is een videospel voor verschillende platforms. Het spel is vernoemd naar Eddie "The Eagle" Edwards en werd uitgebracht in 1988. 

## Platforms
| Jaar | Platform                      |
| ---- | ----------------------------- |
| 1987 | Amstrad CPC                   |
| 1988 | Amiga, Atari ST, Commodore 64 |
| 1989 | Apple IIgs, DOS, ZX Spectrum  |